# Saxo Grammaticus
Saxo Grammaticus (1150 körül – 1220 körül) latin nyelven író középkori dán történetíró. Fő műve 16 kötetes dán krónikája, a Gesta Danorum.

## Élete
A krónika a fő forrása Hamlet félig legendás történetének, amit aztán sokan feldolgoztak, többek közt William Shakespeare.
Tudjuk, hogy Saxo Absalon lundi érsek (hivatalban 1178-1201) "követője" volt, ami valószínűleg azt jelenti, hogy az érsek hivatalnoka volt, nem tudni milyen státuszban, talán írnokként.
Absalon végrendeletében elengedi egy bizonyos Saxo két és fél ezüstmárkás adósságát és egyben kötelezi, hogy adja vissza a két kéziratot, amelyet az érsek kölcsönzött a Sorø kolostornak. A Saxo név mintegy tucatnyi említése közül a korból ez az egyetlen, amit általában a krónikás személyéhez kötnek.
A Gesta Danorum előszavában azt írta saját magáról, hogy apja és nagyapja I. Valdemár dán királyt szolgálták fegyverrel és hogy ő maga II. Valdemár királyt szeretné szolgálni, de egy spirituálisabb módon. Mindezeken kívül nem tudunk róla biztosan semmilyen konkrétumot.
Későbbi források állítása szerint Sjællandon született. Elegáns latinja és ókori római ismeretei arra utalnak, hogy valahol külföldön tanulhatott, talán valamelyik nagy franciaországi egyházi iskolában.
A Saxo gyakori név volt a középkori Dániában, amikor családneveket még nem alkalmaztak. A műveltségére utaló Grammaticus melléknevet később kapta, a Chronica Jutensis szerzőjétől 1342 körül. Miután Christiern Pedersen nyomtatásban is kiadta a Gesta Danorumot, a Grammatikus melléknév rögzült az irodalomban.
A dán nyelvű Chronica Sialandie úgy nevezte: Saxo, cognomine Longus, azaz "a hosszúnak nevezett Saxo", ami valószínűleg testalkatára utal.

## Külső hivatkozások
- Runeberg project Saxo Grammaticusról és a Gesta Danorumról: Saxo Grammaticus
- A Gesta danorum latin nyelven